# Son Ngoc Thanh
Sơn Ngọc Thành (em quemer:  សឺង ង៉ុកថាញ់; 7 de dezembro de 1908 – 8 de agosto de 1977) foi um político nacionalista e republicano cambojano, com uma longa história como rebelde e (por breves períodos) ministro do governo. 

## Biografia
Thanh nasceu em Trà Vinh, Vietnã, filho de mãe de ascendência chinesa e vietnamita e pai Khmer Krom.  Foi educado em Saigon, Montpellier e Paris, estudando Direito durante um ano antes de regressar à Indochina. Ele encontrou trabalho como magistrado em Pursat e como promotor público em Phnom Penh antes de se tornar vice-diretor do Instituto Budista.  Junto com outro proeminente nacionalista Khmer, Pach Chhoeun, ele fundou o primeiro jornal emlíngua quemer, Nagaravatta, em 1936. A perspectiva política de Nagaravatta, que instou os Khmers a quebrar o monopólio comercial dos comerciantes estrangeiros iniciando os seus próprios negócios, era tornar Thanh e os seus colegas receptivos ao fascismo japonês, ou como ele o chamou, "Nacional-Socialismo".  A ideologia de Thanh era essencialmente republicana, de direita e de perspectiva modernizadora, o que o tornaria um oponente de longa data do rei Norodom Sihanouk. Apesar do seu nacionalismo, foi também um forte defensor da cooperação pan-asiática e defendeu o ensino da língua vietnamita nas escolas cambojanas, visto que era um canal potencial para ideias modernizadoras. 

## Envolvimento no governo
Após manifestações contra os franceses em julho de 1942, Thanh fugiu para o Japão, retornando quando Sihanouk declarou a independência do Camboja em 12 de março de 1945, durante a ocupação japonesa. Ele foi nomeado Ministro das Relações Exteriores. Em agosto, com a rendição do Japão, Thanh tornou-se primeiro-ministro. Com a restauração do controle francês em outubro, ele foi preso e exilado primeiro em Saigon e depois na França.  Muitos dos seus apoiantes juntaram-se à resistência Khmer Issarak para lutar contra o poder colonial. Em 1951, as autoridades trouxeram Thanh de volta, com considerável aclamação popular; recusando uma posição no Gabinete, ele fez alianças com vários líderes dos rebeldes Khmer Issarak e fundou outro jornal (Khmer Kraok) que defendia a revolta contra a administração francesa e foi rapidamente banido. Em 1952, acompanhado por seu tenente Ea Sichau (um funcionário alfandegário de formação francesa e intelectual de esquerda) e vários apoiadores, Thanh desapareceu nas florestas da região de Siem Reap e começou a organizar a resistência. 
O movimento Issarak foi dividido entre o Comitê de Libertação Nacional Khmer, a Frente Unida Issarak, mais abertamente esquerdista, e uma variedade de senhores da guerra regionais e líderes guerrilheiros. Thanh tentou obter o controle geral do movimento no início da década de 1950; alguns dos líderes do movimento, como o príncipe Norodom Chantaraingsey e Puth Chhay, apoiaram temporariamente a sua liderança geral. Em 1954, porém, ele tinha sido cada vez mais marginalizado pelos esquerdistas e recebeu propostas da Agência Central de Inteligência dos EUA, que financiaria muitas das suas atividades no futuro.  Embora Thanh mantivesse um alto grau de apoio entre o Khmer Krom, nos anos seguintes ele teria relativamente pouca influência ou apoio popular na política interna cambojana, especialmente porque o movimento Sangkum de Sihanouk absorveu a maioria dos elementos centristas e direitistas. 

## O Khmer Serei
A Primeira Guerra da Indochina terminou em 1954. De sua base perto de Siem Reap, Thanh organizou a milícia Khmer Serei, recrutada principalmente entre os Khmer Krom, para lutar contra Sihanouk, que passou a considerar Thanh um de seus maiores inimigos. Em seu "Manifesto" do Khmer Serei de 1959, Thanh acusou Sihanouk de permitir a "comunistização" do Camboja nas mãos do Vietnã do Norte.  O Khmer Serei operou nas áreas fronteiriças da Tailândia e do Vietnã do Sul, fazendo transmissões de rádio clandestinas anti-Sihanouk, mas fez pouco progresso, embora tenham sido sugeridos como fonte de poder militar em uma série de conspirações de golpe (como a Conspiração de Bangkok). Depois que os militares cambojanos e Lon Nol derrubaram Sihanouk em 1970, Thanh foi convidado a participar do novo governo da República Quemer - inicialmente como conselheiro do Chefe de Estado em exercício, Cheng Heng - e colocou suas tropas Khmer Serei a seu serviço. 
O governo anticomunista de Lon Nol da República Quemer (1970 - 1975) estava reivindicando o Delta do Mekong (sudoeste do Vietnã) do Vietnã do Sul,  levantando uma questão indesejada ao governo anticomunista da República do Vietnã do Sul, mas satisfazendo plenamente o Expectativas da organização Khmer Krom. 
Em 1972, Thanh tornou-se novamente primeiro-ministro, sucedendo a Sisowath Sirik Matak, mas depois de ser alvo de um ataque a bomba (possivelmente organizado pelo irmão de Lon Nol, Lon Non) logo foi demitido por Lon Nol e exilou-se no Vietnã do Sul. 
Thanh foi preso após a Queda de Saigon e morreu sob custódia na prisão de Chi Hoa, na cidade de Ho Chi Minh, devido a doença, em 8 de agosto de 1977. 